# Emam Saheb
Emam Saheb – miasto w Afganistanie, w prowincji Kunduz. W 2017 roku liczyło 37 300 mieszkańców.